# Gambrus wileyi
Gambrus wileyi là một loài tò vò trong họ Ichneumonidae.